# Romulea petraea
Romulea petraea là một loài thực vật có hoa trong họ Diên vĩ. Loài này được Al-Eisawi mô tả khoa học đầu tiên năm 2001.